# El Assouada
El Assouada (àrab: الأسودة, al-Aswada) o Lessouda (àrab: لسودة, Lasūda) o El Ahouaz-El Assouada (àrab: الأحواز-الأسودة, al-Aḥwāz-al-Aswada) és un municipi tunisià de la governació de Sidi Bou Zid.

## Administració
Forma una municipalitat o baladiyya, amb codi geogràfic 43 23 (ISO 3166-2:TN-12), creada per un decret del 26 de maig de 2016. La municipalitat s'estén per cinc dels dotzesectors o imades de la delegació o mutamadiyya de Sidi Bouzid Est (codi 43 52), a la qual està adscrita a nivell de delegacions:
- El Ahouaz (43 52 51)
- El Assouada (43 52 54)
- Ezzitouna (43 52 62)
- Garet Hadid (43 52 61)
- Aïn Rebaou (43 52 59)